# Alkmaarse tram

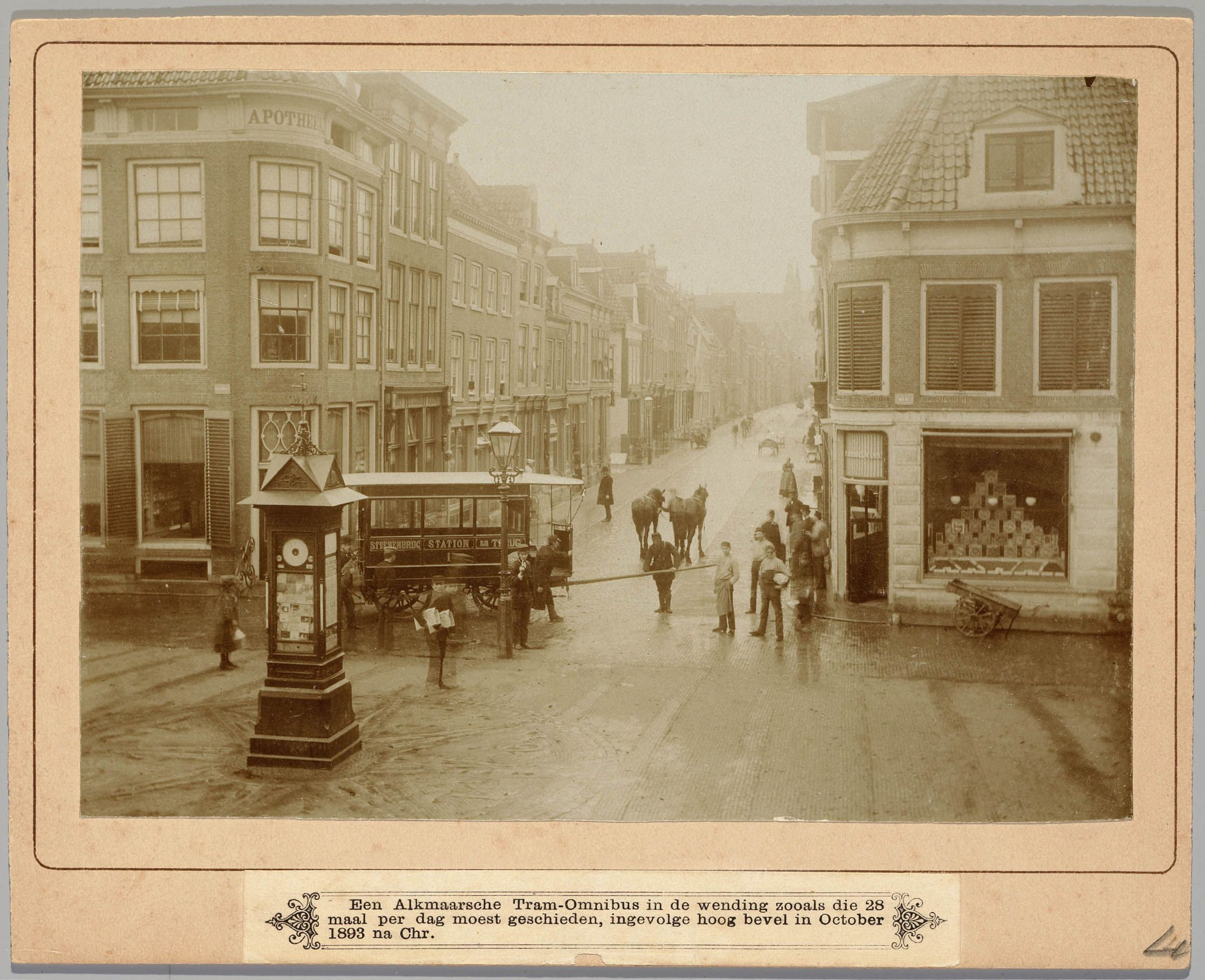
Paardentram in 1894

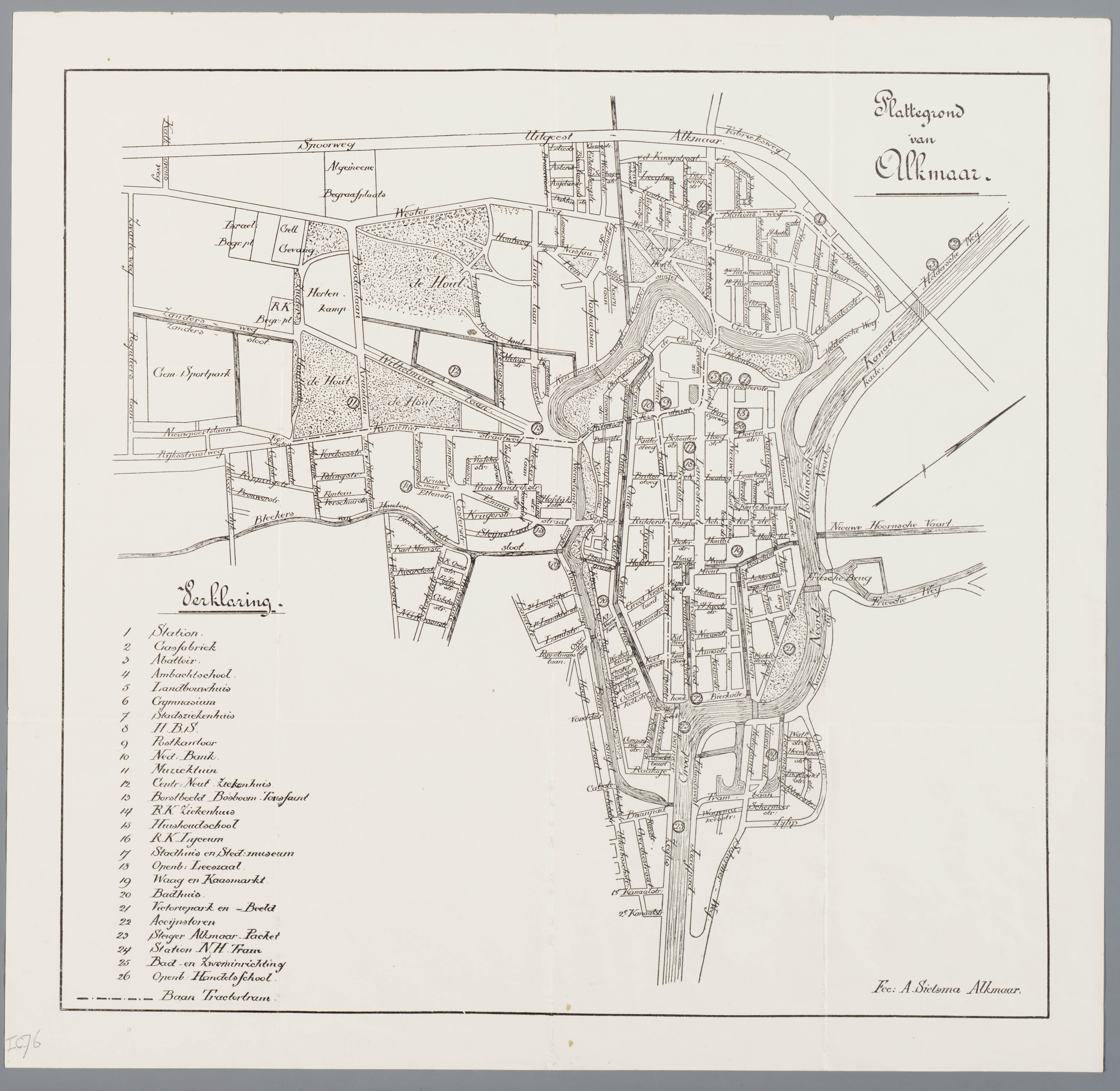
Alkmaar in 1925 met het verloop van de tractortram

De Alkmaarse tram is een voormalige stadstram in de Noord-Hollandse plaats Alkmaar. De lijn werd in gebruik genomen in januari 1895 en reed tot 1929.
In de jaren 90 van de 19e eeuw ontstond er enthousiasme en kapitaal om vanaf Steenen Brug - Langestraat - Kerkplein - Gasthuisstraat - Zevenhuizen - Bergerbrug - Geesterweg - Scharloo en het stationsplein van Alkmaar een paardentram aan te leggen.
Na een combinatie werd het bedrijf vanaf 2 november 1895 uitgebaat door de Alkmaarsche Tramvereeniging.
Enige jaren later werd in 1905 een tweede lijn gebouwd, als aftakking vanaf het Kerkplein richting de Choorstraat, Heilooërbrug en Kennemerstraatweg naar het eindpunt Vierstaten waar ook een remise werd gebouwd.

## Dienstuitvoering
Bij de opening was de lijn verdeeld in een tweetal secties. Een kaartje voor elke sectie kostte 5 cent, terwijl een retourtje voor 12,5 cent werd verkocht. Daarnaast waren voor 75 cent tienrittenkaarten beschikbaar.  In eerste instantie werd alleen gereden in aansluiting op treinen richting Amsterdam en Den Helder.

## Materieel
Voor deze lijn op meterspoor zou in eerste instantie gebruikgemaakt worden van een rijtuig van de voorloper, de ommibus, die verbouwd zou worden tot paardentram bij Pennock in Den Haag. Op de weg terug belandde dit rijtuig echter bij Castricum in de sloot. Daarom werd een nieuw rijtuig gekocht waarna in januari 1895 de lijn werd geopend. Dit rijtuig kreeg nummer 1 en kende 16 zitplaatsen. Afvoer vond plaats in 1923.
In 1897 werd bij Pennock een tweede tramwagen aangeschaft en bij opening van de tweede lijn in 1905, vanaf het Kerkplein, werden bij Pennock nog eens twee nieuwe tramrijtuigen besteld. Deze drie rijtuigen waren genummerd 2, 3 en 4 en kende 16 zitplaatsen. AFvoer vond plaats tussen 1917 en 1923.
In 1923 werd de Alkmaarsche Tramvereeniging opgeheven en vervangen door de Alkmaarsche Stadstram. Hierbij werd de paardentramexploitatie beëindigd en vervangen door de tractortram. Voor de dienstuitvoering werd het materieelpark versterkt met een vijftal tweedehands paardentrams uit Amsterdam in de serie AST 1 - 5 (AOM 554, 555, 529 (ex 19) > AST 5, 531 (ex 21) > AST 4 en 549 (ex 45) > AST 3. Voor ƒ 2200.- per stuk werden de rijtuigen overgenomen en werden deze geschikt gemaakt voor meterspoor. Deze werden getrokken door vrachtwagens van Ford met een opbouw van Asjes.

## Einde
Na financiële problemen en de vergunningverlening voor de exploitatie van een tweetal stadsbuslijnen werd op 15 juni 1929 besloten de tram op te heffen. Op 22 juni 1929 vond ten slotte de laatste rit plaats.